# Tetrahidrocannabivarina
La tetrahidrocannabivarina (THCV) es un análogo del tetrahidrocannabinol (THC), con la particular característica de tener una cadena lateral de propilo (tres carbonos) en lugar de un grupo pentilo (cinco carbonos) en su constitución molecular, lo que provoca que sus efectos sean muy diferentes en comparación con el THC.
El THCV es un antagonista parcial del receptor cannabinoide de tipo 1, además de ser un agonista parcial del receptor cannabinoide de tipo 2. Investigaciones en murinos parecen demostrar que el Δ8-THCV es un antagonista del CB1. Se ha experimentado con el THCV para evaluar su posible uso en tratamientos contra la intolerancia a la glucosa asociada a la obesidad, ya que tiene una farmacología diferente a la de los bloqueadores del receptor selectivo CB1, cuyos riesgos, especialmente psiquiátricos, son mayores que sus beneficios potenciales. Se han encontrado plantas con niveles elevados de cannabinoides con grupo propilo, incluido el THCV, en poblaciones de Cannabis sativa L. ssp. indica en China, India, Nepal, Tailandia, Afganistán y Pakistán, así como en el sur y oeste de África; se han documentado niveles de THCV que representaban un 53,7% del total de cannabinoides presentes.
No está incluido en la convención sobre sustancias psicotrópicas y por tanto no sería ilegal a nivel internacional, sin embargo en algunos países está incluido indirectamente en listas de control de sustancias, como en el caso de Estados Unidos, donde el THCV no figura específicamente en la lista I de la Ley de Sustancias Controladas, pero en ella se regulan los «extractos de marihuana». En el caso estadounidense, dado que el THCV es un análogo del THC, la venta o posesión podrían juzgarse en virtud de la Federal Analogue Act.